# Sistema educativo de México
El sistema educativo de México organiza estructuralmente los principios, las normas y los procedimientos que regulan la formación académica. La Secretaría de Educación Pública (SEP) es la institución encargada de administrar los distintos niveles educativos del país desde el 25 de septiembre de 1921, fecha de su creación.
El sistema educativo mexicano se divide en tres niveles: educación básica, media superior y superior. Estos comprenden estudios de preescolar, primaria, secundaria, bachillerato, licenciatura, maestría y doctorado, además de diplomados y otras modalidades de educación superior y educación continua. 
El artículo 3.º de la Constitución Política de los Estados Unidos Mexicanos establece que la educación que imparta el Estado deberá ser obligatoria, universal, inclusiva, pública, gratuita y laica. En mayo de 2019, una reforma del artículo estipuló la obligatoriedad desde la educación preescolar hasta la educación media superior, y reconoce el derecho de la niñez a la educación inicial.

## Historia
La educación en cualquier nivel, y país del mundo, es la base de la sociedad y de su futuro; México no es la excepción. En México, la educación no inició con la Conquista, sino con las culturas prehispánicas, que enfocaban sus producciones por orientar a los jóvenes a ser personas productivas al alcanzar la edad adulta, así como en la actualidad la educación prepara a los ciudadanos desde niños a convertirse en la fuerza laboral y productiva del país. Si bien las formas de educación a través de la historia han sido duramente criticadas, son todos los eventos que han sucedido los que han marcado la pauta para lograr la creación de leyes y sistemas educativos que actualmente garantizan el derecho de la escuela.

### Edad precortesiana
La edad precortesiana hace referencia a la época anterior a la llegada de los españoles, en donde las civilización del anáhuac desarrollaron una educación muy singular para sus pobladores. Para estudiarla la hemos dividido en cuatro aspectos: Teleología de la educación, Aspecto Jurídico de la educación, Estructura orgánica y Didáctica utilizada por los seres humanos.

### Teleología de la educación
La educación es uno de los pilares más importantes de toda Cultura. En la educación se transmiten los valores, principios, actitudes, gustos, sentimientos que le dan “personalidad” a cada pueblo. Así mismo, el concepto de la educación del México prehispánico no se limitaba al aspecto académico solamente. Iba más allá, a lo profundo de los sentimientos y de la psique personal y colectiva.
En las civilizaciones del México prehispánico, la educación se sustentaba en sólidos principios éticos y morales, pero fundamentalmente se les educaba para servir a la comunidad. En cuanto al aspecto moral y ético de la educación es el que hace “Florecer el corazón”. para que no queden atrás las costumbres mexicanas.
De igual forma, las civilizaciones prehispánicas buscaban “humanizar el querer” lo cual implica educar los sentimientos y las actitudes de los estudiantes. Esto corresponde a uno de los principios más elevados de aquellas civilizaciones, que es la de compartir la responsabilidad con la divinidad en cuanto a “Mantener y humanizar al mundo”.
La educación y el aprendizaje están presentes desde el nacimiento. Sirven para que el ser humano se prepare para la vida. Pero los conocimientos se pueden transmitir de adulto a niño o de niño a adulto.
Las sociedades actuales deben su evolución y prevalencia al sistema que permite la reproducción de sus valores y al tiempo los mecanismos que le permiten adaptarse según sea el caso. La educación refiere el camino a seguir y al tiempo el fin a lograr. En tanto más sea congruente un sistema educativo entre sus procesos y objetivos.

### Aspectos jurídicos de la educación en México
En la antigüedad, la educación en México era obligatoria y gratuita. Sin embargo, no se otorgaba de igual forma a todos los habitantes: existían escuelas para hijos de clase alta, de clase media y de clase baja. La educación se encuentra ahora en cambio por las Reformas vigentes en la Constitución, en donde se hace responsables a los padres de familia de sustentar los gastos de las escuelas de la educación básica del país, teniendo la obligación de pagar las cuotas de mantenimiento de las instituciones, a pesar de ser públicas. Es por esto que existe una disputa en cuanto a la educación que se considera "gratuita", ya que no todos los ciudadanos tienen los recursos necesarios para solventar los gastos de mantenimiento de las instituciones públicas. Además, se condicionaba la contratación de nuevas plazas para docentes a los méritos demostrados en concurso de ingreso, quedando la venta y herencia de plazas de trabajo como algo ilegal.

### Estructura orgánica y didáctica
La educación en el México prehispánico se realizaba en el hogar y en instituciones educativas. La educación en el hogar se daba a los padres para darle a sus hijos, los cuales se dedicaba a aprender el oficio de los padres, y para las madres darles a las hijas, que las enseñaron a hilar, tejer, labrar, moler el maíz y barrer la casa.
La educación institucional azteca se dividía en dos escuelas:
- En el telpochcalli o “Casa de los Jóvenes” se daba instrucción básica de niños y jóvenes, los cuales eran hijos de clase media o macehuales. El propósito de esta institución era formar hombres valientes y buenos soldados. De igual forma esta institución adoraba a la divinidad de Tezcatlipoca. Los jóvenes entraban en el Telpochcalli antes de la pubertad, realizando actividades de servicio como eran barrer y recolectar leña, posteriormente en la pubertad los enviaban a la guerra donde servían como escuderos, su futuro dependía del número de enemigos que capturaban, pero también que tipo de enemigos eran, si eran valientes como los tlaxcaltecas su reconocimiento era mayor, que si capturaban a enemigos huaxtecos porque a estos guerreros se les consideraba inferiores o menos valiosos.

- El calmécac o “La Casa de la Medida” era una institución en la que se educaba a los hijos de la clase alta, en donde se formaban a los sacerdotes, los militares y los gobernantes. Su instrucción era física y religiosa. En esta institución se adoraba a Quetzalcóatl.[3]

En el campo del conocimiento se desarrollaron:
- Astronomía: La observación del cielo les permitió determinar las revoluciones del sol, la luna y venus. Agruparon las constelaciones, descubrieron la existencia de cometas, la frecuencia de los eclipses de sol y de luna. Crearon un calendario complejo. Desarrollaron conocimientos sobre meteorología.
- Medicina: El conocimiento de la naturaleza les permitió distinguir las propiedades curativas de minerales y plantas. Los sacrificios humanos favorecieron en el conocimiento de la anatomía. Era practicada por hombres y mujeres, estas solo podían encargarse de los partos; la medicina estuvo ligada a la magia.
- Orfebrería: Gracias a sus conocimientos de física pudieron emplear técnicas de fundición.
- Arquitectura: Se construyeron pirámides escalonadas.
- Arte: Se enseñaba la escultura (representar dioses y reyes), la pintura (decoración de edificios), y la plumería (adornaban mantas, máscaras rituales, escudos, trajes de guerreros y elaboraban tapices).

La educación entre los mayas, si bien careció de la estructura y organización que tuvo la civilización azteca, sus conocimientos sobre construcción, estética, astronomía, aritmética, arte, música, estrategias de guerra y medicina son inobjetables. Tenían un dominio de la numeración basada en puntos y barras, inventaron el número cero y tenían estrategias de medición del tiempo, a través de calendarios.
En cuanto a la educación institucional de las mujeres, las mujeres de clase media y baja acudían al no llevaban una vida comunal dentro de la institución, por lo regular quedaban en las casas de sus padres, en donde realizaban tareas propias del hogar. Por otro lado, las mujeres de clase alta eran ofrecidas a los dioses o entraban al calmecac, donde se consagraban como sacerdotisas.
En México existen diferentes niveles de educación; preescolar, primaria, secundaria, bachillerato, licenciaturas, maestría y doctorado (además de diplomados y otras modalidades de educación básica), en todo el territorio nacional mexicano. Bajo los términos de la constitución política de los estados unidos mexicanos.

## El periodo del Virreinato
A la llegada de los conquistadores españoles se sentaron las bases para la evangelización y la paulatina conversión cultural de los pueblos de México, para favorecer los intereses de la Corona española. La necesidad de formar localmente sacerdotes indígenas, pero también de formar administradores, escribanos y maestros que desempeñaran diferentes oficios, propiciaron la temprana fundación de colegios como el de la Santa Cruz de Tlatelolco, y poco después, de la Real y Pontificia Universidad de México. A lo largo del virreinato, la Iglesia continuó haciéndose cargo de la educación, si bien, sobre todo en el siglo XVIII se fundaron importantes centros de formación técnica, como el Real Seminario de Minería.

## El periodo de la Reforma
Este periodo de la historia transcurre durante los años de la aplicación de las Leyes de Reforma, la Segunda intervención francesa en México, el Segundo Imperio Mexicano y el del triunfo de la República y del gobierno de orientación acentuadamente liberal de Benito Juárez, y de los orígenes de la época porfiriana.
En el triunfo de la República, las políticas liberalistas adquieren estructura pedagógica-institucional. Esto ocurrió en las Leyes Orgánicas de Instrucción de 1867 y de 1869, gracias a las cuales, por primera vez, vino a organizarse concienzudamente la enseñanza.
La época porfiriana
El porfiriato dura 35 años, de 1876 a 1911, y se desenvuelve conforme al lema "Paz, Orden y Progreso". Una de las bases de la política porfiriana fue la consolidación, y se favoreció a los grandes propietarios y terratenientes, a través de un difícil compromiso con los ideales políticos y sociales del movimiento de Reforma.
En la política económica ejercieron una gran influencia los capitalistas extranjeros. Un ejemplo bastante notable fue la construcción de los ferrocarriles, y se extendió el telégrafo en gran parte del país. Estas aportaciones a la nación se llevaron a cabo en contra del proletariado y de los campesinos, a quienes se reprimió con violencia y crueldad.
Durante la época porfiriana existieron personajes de Estado que mantuvieron los ideales de la Reforma, y contaron solamente los instrumentos de la educación. Lograron crearse importantes y fecundas instituciones que en pocos años coadyuvaron a minar la vieja estructura política del país. Una de las construcciones educativas fue la Escuela Modelo de Orizaba, realizada por los pedagogos Enrique Laubscher y Enrique C. Rébsamen. Los resultados de la escuela normal fueron positivos. Se buscaba propagar la idea de la escuela elemental.
Dentro de la dictadura del porfiriato, debido a la actitud opresiva del gobierno hacia el pueblo, apareció un grupo llamado Los Científicos, que no era un partido político y tuvo influencia decisiva en la marcha de la administración. El nombre alude a un discurso donde Justo Sierra proclamaba la importancia de la ciencia como base de la política nacional.
Durante este periodo la educación superior generalmente se realizaba en el extranjero, siendo hasta el 22 de septiembre de 1910 cuando Porfirio Díaz, con motivo de conmemorar el Centenario de la Independencia, y por iniciativa de Don Justo Sierra, se reabre la Universidad Nacional de México.

### La escuela modelo de Orizaba (Veracruz, México)
La primera etapa de la Escuela modelo de Orizaba fue su fundación en el estado de Veracruz en 1883, bajo la dirección de Enrique Laubscher, que en ese entonces se llamaba cantonal. La escuela fue en poco tiempo un estímulo y paradigma de la vida escolar mexicana. Se distinguen dos etapas de la evolución de este plantel. La primera: la Escuela Modelo de Orizaba es una escuela primaria donde se experimentaban con cierto principios de la enseñanza objetiva. Su plan de estudios superaba al de muchos planteles elementales; se tomaba como asignaturas; lenguaje, cálculo, geometría, historia, inglés, francés, música, gimnasia.
La guerra cívico-extranjera
La Constitución de 1857. Los diputados que la redactaron y votaron fueron los liberales. La constitución se juró el 5 de febrero de 1857.
La guerra de Reforma (1857-1860)
Durante la guerra de Reforma hubo dos gobiernos en el país y dos presidentes: conservador uno (Félix Zuloaga), liberal el otro (Benito Juárez). El primero residió en la Ciudad de México; el segundo dominaba Zacatecas, Aguascalientes, San Luis Potosí y Michoacán.
Ignacio Comonfort, Presidente electo, se adhirió al Plan de Tacubaya mientras Benito Juárez, Presidente de la Suprema Corte de Justicia, defendió la Constitución vigente y se negó a colaborar con los conservadores; por lo cual Comonfort ordenó que se arrestara y mantuviera en prisión.
Las leyes Orgánicas de Instrucción de 1867 y 1869
La efímera y deficiente organización de los estudios durante la intervención francesa.
Durante los años de la intervención y del imperio (1861-1867), la vida educativa en México atravesó por uno de los periodos más tristes e infecundos.
Establecido el imperio, se hizo un intento, defectuoso y estéril, para reorganizar la enseñanza, por medio de la ley del 27 de diciembre de 1865. En ella se trató de simplificar el plan de estudios de las escuelas primarias y, lo que era más grave, dejó la instrucción elemental de tener carácter gratuito, toda vez que se asignaba una cuota mensual de un peso a los niños que quisieran recibirla, salvo a los que exhibieran pruebas de pobreza bastante.

### Secretaría de Educación Pública
En sus inicios, la actividad de la secretaría se caracterizó por su amplitud e intensidad: organización de cursos, apertura de escuelas, edición de libros y fundación de bibliotecas; medidas que, en conjunto, fortalecieron un proyecto educativo nacionalista que recuperó también las mejores tradiciones de la cultura universal.
El número de maestros de educación primaria aumentó de 9.560, en 1919, a 25.312, en 1921 ; es decir, se registró un aumento del 164,7 por ciento. Existían un total de 35 escuelas preparatorias, 12 de abogados, siete de médicos alópatas, una de médicos homeópatas, cuatro de profesores de obstetricia, una de dentistas, seis de ingenieros, cinco de farmacéuticos, 36 de profesores normalistas, tres de enfermería, dos de notarios, diez de bellas artes y siete de clérigos.

### Las escuelas lancasterianas en México
Produjeron nuevas y oportunas instituciones, debidas en su mayor parte a la iniciativa privada. La primera escuela que se abrió de manera privada fue la Compañía Lancasteriana. El objetivo de estas instituciones eran difundir en México la enseñanza mutua/libre. El sistema lancasteriano fue adaptado por Bell y Lancaster, de origen inglés. La organización y el método que usaban eran muy diferentes al que hoy en día se acostumbra, debido a que el trabajo del profesor consistía en elegir a los estudiantes más destacados, los cuales después enseñaban a 10 o 20 niños en forma de un semicírculo; a éstos enseñantes se les llamaba monitores y, además de estos, existía un funcionario más importante, el inspector, cuya función era vigilar a los monitores, entregar y recoger de éstos los útiles de la enseñanza e indicar al maestro los que deben ser premiados o sancionados. En la clase, el docente debía observar la marcha del aprendizaje y mantener la disciplina. La enseñanza en las escuelas lancasterianas eran en un área amplia y "convenientemente distribuida, facilita las tareas escolares que el maestro ha planeado y explicado de antemano a los monitores. Un servero sistema de castigos y premios mantiene la disciplina. El maestro era como un jefe de taller que lo vigilaba todo y que intervenía en los casos difíciles".
En lo que respecta al material y el mobiliario escolar, la escuela lancasteriana tenía una plataforma que era usada por el maestro, unos bancos para los niños, el telégrafo, los semicírculos, los pizarrones, los punteros y los cartelones. El telégrafo era una tabla con la que el maestro daba órdenes a los inspectores o monitores sobre la marcha del aprendizaje.
La táctica y la disciplina era custodiada por celadores o instructores y monitores, y estos se basaban en cuadros de honor, cuadros negros, orejas de burro y en premios y castigos, para que la disciplina se hiciera valer. El inspector vigilaba a los instructores y se hacía cargo de entregar y recoger los instrumentos para las materias a impartir, y al finalizar el día, el maestro indicaba al instructor quien debía ser castigado o premiado.
Los monitores eran los encargados de las asignaturas en las escuelas lancasterianas y se iban rolando entre los grupos, unos monitores podían ser de lectura, de escritura o aritmética, aunque también algunos podían ser monitores de dos o tres asignaturas. El plan de las escuelas lancasterianas consistía en tres asignaturas: lectura, escritura y cálculo elemental.
La Compañía Lancasteriana en México se fundó en México el 22 de febrero de 1822; sus creadores fueron: Manuel Condoniú, Agustín Buenrostro, coronel Eulogio Villaurrutia, Manuel Fernández Aguado, Eduardo Turreau e Ignacio Rivoll.

#### Maestros distinguidos
Cinco maestros se distinguieron sobre todo en las escuelas lancasterianas: Manuel Cordoniú, Andrés González Millán, Ignacio Rivoll Pablo de la Llave y Francisco de León
- Manuel Cordoniú, periodista, ser humano de ideas liberales, exigió la fundación de una escuela elemental donde aplicaría el sistema de enseñanza mutua/libre.
- Andrés González Millán llegó a ser el primer maestro de esta escuela elemental; a partir de un discurso suyo, intitulado "Educación pública, única base en que debe descansar la grandiosa obra de la Independencia Mexicana como único y seguro medio de la prosperidad nacional", muchos estuvieron a favor de la enseñanza común, laica y gratuita.[5]
- Ignacio Rivoll era el hombre mejor informado de la educación en Europa; con base en sus conocimientos supo, en honor de la verdad, adaptarla a las condiciones y problemas del medio mexicano.
- Pablo de la Llave, nacido en Veracruz, creía "con razón que era preciso promulgar una legislación educativa para asegurar el progreso de los pueblos".[5]
- Francisco de León, maestro de Tamaulipas, destacado por su labor en la UAT.

#### Decadencia de las escuelas lancasterianas
Todavía en 1869 la Compañía pudo disponer de $50,000 anuales para proteger y fomentar la enseñanza mutua/libre; sin embargo al año siguiente empezó rápidamente a decaer. Las escuelas Lancasterianas en su época fueron recomendables y dignas de aplausos. Estas célebres escuelas de formación particular recibieron sin cesar los para entonces poderosos auxilios del gobierno durante todo el largo periodo de su apogeo y fructuosos trabajos. Las causas que determinaron la decadencia de estas escuelas fueron que el Gobierno General decidió fundar y sostener mejores escuelas primarias, cambiando lentamente el sistema y acomodándose en cierto grado a los adelantos de la época.

#### Juicio sobre la pedagogía lancasteriana
Dentro de estas escuelas lancasterianas existieron las que dependían directamente de la Compañía y las que funcionaron de una manera independiente. Las primeras fueron más conservadoras en su plan de enseñanza y la orden; las segundas se distinguieron por las reformas que llevaron a cabo, sobre todo por las nuevas materias de enseñanza.

### Periodo de Unidad Nacional
En los años 40 se proclamó el fin del radicalismo en la educación, es decir, la educación socialista. No se trataba ya de que la escuela sirviera de palanca a la transformación de México, sino que fuera un instrumento para unificar al país, con el ánimo de consolidar la convivencia nacional; no con el fin de estimular la lucha de clases, sino para favorecer la unidad de los mexicanos. Por lo tanto, el presidente Manuel Ávila Camacho convocó a una asamblea de acercamiento nacional el 15 de septiembre de 1942 a los expresidentes del Partido Revolucionario Adolfo de la Huerta, Plutarco Elías Calles, Emilio Portes Gil, Pascual Ortiz Rubio y Lázaro Cárdenas del Río, con el fin de erradicar las diferencias ideológicas entre estos personajes que militaban en un mismo partido, pero que no llegaban algún acuerdo para la unión del Estado mexicano.
El ser y la finalidad de la Unidad Nacional, propuesta por el presidente Ávila Camacho y respaldada por los expresidentes del Partido Revolucionario, era preparar a individuos para el trabajo eficiente y productivo. La causa pública de una educación que sirviera para unir a todos los mexicanos. Al mismo tiempo, la Unidad Nacional era un eslogan que no tenía otro fin más que alinear las fuerzas políticas con el gobierno para luchar contra el fascismo y el nazismo y, en el trayecto, afianzar el presidencialismo.
El 24 de diciembre de 1943 Jaime Torres Bodet fue designado secretario de Educación Pública. Fue él quien se encargó de elaborar un nuevo texto para el artículo 3° constitucional, del cual elimina el término socialista e incorpora principios de "educación humanista, integral, laica, nacional y democrática, que debía colaborar a desaparecer discriminaciones y privilegios además que se orientaba al respeto de la dignidad humana, integración familiar, independencia política y solidaridad internacional."

#### Instituciones y proyectos
En el periodo de Unidad Nacional, las instituciones y proyectos que se llevaron a cabo fueron:
- Sindicato Nacional de los Trabajadores de la Educación (SNTE)
- Misiones culturales (Biblioteca Enciclopédica Cultural)
- Campaña Nacional contra el Analfabetismo
- Instituto Federal de Capacitación del Magisterio (IFCM)
- Institución Nacional Indigenista (INI)
- Plan para la Expansión y Mejoramiento de la Escuela Primaria (Plan de los Once Años)
- Comisión Nacional de Libros de Texto Gratuitos (Conaliteg)[7]

### Educación socialista
Objetivo de la educación socialista
El objetivo de la educación socialista era reconocer las luchas ideológicas para reestructurar la función educativa en México después de la Revolución armada. En 1934 el gobierno mexicano carecía de una filosofía capaz de guiar la educación nacional, los políticos deseosos de superar el laicismo, se lanzaron a imponer a la nación lo que llamaron
Educación socialista
Una vez estando esta propuesta en la convención del Partido Nacional Revolucionario, este sugirió en la Cámara de Diputados que se modificara el artículo 3° constitucional y que quedara de la siguiente manera:
“la educación que imparta el estado será socialista, y, además de excluir toda doctrina religiosa, combatirá el fanatismo y los prejuicios, para lo cual la escuela organizará sus enseñanzas y actividades en forma que permita crear en la juventud un concepto racional y exacto del universo y de la vida social.”
Por tal razón, los promotores de la educación socialista consideraban a la misma principalmente en función del espíritu de justicia social que implicaba y en tanto era un eslabón fundamental en la cadena de realizaciones que debería conducir a la reestructuración social.
Bajo la Ley de la Educación Socialista se procuró una reforma educativa congruente con el ascenso y radicalización del movimiento de masas, para hacer de la escuela un instrumento importante del programa de reformas del gobierno cardenista.
Sin embargo, el proyecto educativo socialista enfrentaba un serio obstáculo:
"La reforma intelectual y moral que el cardenismo proponía para el país no se construía a partir de una concepción elaborada del mundo, sino a partir exclusivamente de una concepción de la nación. De ahí la explicación de las aparentes y reales contradicciones que caracterizan la obra educativa del populismo cardenista, particularmente la generación de una llamada “educación socialista” en el seno de una sociedad que seguía siendo capitalista."

## El Sistema Educativo Mexicano
La educación formal en México se sustenta en el Sistema Educativo Mexicano, cuyos niveles son: educación inicial, educación básica, educación media superior y educación superior.
El Sistema Educativo Mexicano es el conjunto de normas, instituciones, recursos y tecnologías destinados a ofrecer servicios educativos a la población mexicana; no se trata de un sistema estático, sino de uno en constante transformación.
El Sistema Educativo Mexicano surge en 1857, y el manejo de la educación es responsabilidad de cada Estado. Haciendo énfasis en la Constitución Política, los diputados que la redactaron y votaron fueron los liberales, la cual fue jurada en 5 de febrero en 1857, en ella se logró establecer la “federación como forma de gobierno y se vino aceptar sin limitación la tolerancia de cultos, suprimiendo la religión de Estado. Tocante los derechos del hombre, reconoció: la libertad de pensar y escribir; la libertad de trabajo y enseñanza”. Más tarde, en 1867, se elaboró la Ley Orgánica de Instrucción Pública.
En 1917 se promulgó la Constitución Política de los Estados Unidos Mexicanos, cuyo artículo 3.º establecía la libertad de cátedra.
En la Ley Orgánica de Instrucción Pública en el Distrito Federal se establece la enseñanza y se declara gratuita y obligatoria la educación elemental. La misma ley organiza las bases de la educación secundaria; aquí se funda la Escuela para Señoritas, la Escuela Nacional Preparatoria y se reglamenta la enseñanza superior.
La Encuesta Nacional de Ocupación y Empleo (ENOE) en el 2007 mostró que en realidad una gran cantidad de niños no asisten a la escuela de entre 5 y 17 años, es decir cerca de 3.1 millones de niños y niñas.
Desde luego que México sigue creciendo tanto en educación como en otros aspectos.
Este Sistema Educativo Mexicano es producto de la confluencia de dos corrientes de pensamiento: “el liberalismo mexicano que se reafirma con la Guerra y las Leyes de Reforma de 1859 y 1861, y la revolución mexicana de 1917”.
La forma de evaluación es a través de números truncado a decimales, que van del 5.0 al 10.0 donde 5.0 es la mínima y 10.0 la máxima, y donde la calificación mínima aprobatoria es 6.0, cada asignatura consta de 3 bloques o periodos, también llamados trimestres, donde se le califica a cada uno, y finalmente se expresa el promedio final de la misma.
En la educación preescolar los alumnos aprueban con solo la asistencia.
En la educación primaria, en caso de reprobar más de 3 asignaturas, el alumno repetirá el grado escolar.
En la educación secundaria, en caso de reprobar alguna asignatura el alumno tendrá derecho a un examen de recuperación, solo si no reprobó más de 4 asignaturas, si este es el caso el alumno tendrá que repetir el grado escolar.
El 13 de diciembre de 1934 el artículo 3° constitucional se reformó por primera vez, y en los años 40 se implementaron los libros de texto gratuitos.
El artículo tercero de la Constitución Política de los Estados Unidos Mexicanos y la Ley General de Educación de 1993, que abrogó la Ley Federal de Educación, la Ley del Ahorro Escolar, la Ley que Establece la Educación Normal para Profesores de Centros de Capacitación para el Trabajo y la Ley Nacional de Educación para Adultos, y que fue reformada en el 2000 y cada año a partir del 2002 hasta el 11 de septiembre del 2013, son los principales cuerpos legales que regulan al Sistema Educativo y establecen los fundamentos de la Educación Nacional.
El artículo 3 de la Constitución estipula que todo individuo tiene derecho a recibir educación y que la Federación, los Estados y los municipios la impartirán en los niveles de preescolar, primaria, secundaria y bachillerato.
En 1976 se aprueba la Ley Nacional de Educación para Adultos, que norma y regula la educación que se ha de brindar a los mayores de 15 años que no han concluido su educación primaria o secundaria.
En el año de 1905 Justo Sierra, historiador y filósofo, estableció la Secretaría de Instrucción Pública y Bellas Artes, y volvió abrir en 1910 la Universidad Nacional de México. Por otro lado, su acción principal a nivel primaria sólo abarcó al Distrito Federal y territorios federales del país, sin trascender a las entidades federativas.[cita requerida]
En el año de 1921 se establece la Secretaría de Educación Pública, y el presidente Álvaro Obregón nombra a José Vasconcelos Calderón como su primer titular. A partir de ese momento, el Estado se preocupa más por la educación a nivel nacional, y va sembrando poco a poco el territorio de escuelas, maestros, planes y programas educativos. Durante el periodo de Vasconcelos se comienza la lucha contra el analfabetismo, se crea la escuela rural mexicana, se incrementan las bibliotecas, se editan libros y se impulsan las bellas artes.

### Reforma al artículo 3.º
El 11 de septiembre del 2012 el entonces presidente electo Enrique Peña Nieto presentó la iniciativa de reforma en materia de educación, la cual fue aprobada por la cámara de diputados el 20 de diciembre y por el senado el 21 de diciembre del 2012. El 25 de febrero del 2013 fue promulgada por el presidente de la república y publicado el 26 de febrero del mismo año en el Diario Oficial de la Federación.
Posteriormente el 10 de septiembre del mismo año el ejecutivo promulgó la Ley de Instituto para la Evaluación de la Educación que es una Ley reglamentaria de la fracción IX del artículo 3.º, de la Constitución Política de los Estados Unidos Mexicanos, La Ley General del Servicio Profesional Docente reglamentaria de la fracción III del mismo artículo, así mismo una reforma a la Ley General de Educación. El aspecto sustancial de esta Reforma radica básicamente en elevar el concepto de calidad a rango constitucional. Es decir, se establece que la educación que imparta el Estado deberá ser laica, obligatoria, gratuita y de calidad.

Se considera importante que los menores de 4 a 7 años deben recibir, atención en los aspectos de cognición, socialización, psicomotricidad, afectiva, sensoriomotriz y de lenguaje, a fin de fomentar sus habilidades, capacidades y destrezas. Esto comienza a llevarse a cabo en los denominados jardines de niños y guarderías (véase jardín de infantes, kínder y parvularios). Este servicio se brinda a menores de cuatro años de edad, en un ambiente rico en experiencias formativas, educativas y afectivas, lo que le permitirá al menor adquirir habilidades, hábitos y valores y desarrollar su autonomía, creatividad y actitudes necesarias en su desempeño personal y social. La educación preescolar se declaró prioritaria en 1978.[cita requerida]

### Educación básica
La educación básica comprende la educación preescolar, primaria y secundaria.
La educación en México ha presentado algunos problemas, si bien destaca en muchos aspectos; en el ámbito matemático se queda algo corta ya que se ha comprobado que un 70% de sus habitantes han presentado o presentan problemas en esta área al tener en su historial la materia reprobada por lo menos en una ocasión.

#### Preescolar
Se compone de tres grados: el alumno ingresa con 3 años de edad (cumplidos al inicio del ciclo escolar en curso), sale teniendo una edad de 5 o 6 años. Se rige por el Programa de Estudio Educación Preescolar 2011 (PEP 2011); este es de carácter nacional, rigiendo en todas las modalidades y centros de educación preescolar, sean de sostenimiento público o particular.
En esta etapa formativa se espera que los alumnos vivan experiencias que contribuyan a sus procesos de desarrollo y aprendizaje y que desarrollen capacidades y habilidades respetando los campos de desarrollo, generando ambientes de aprendizaje agradables.
El PEP 2011 tiene un «carácter abierto», siendo que la diversidad en la que se encuentran dentro de la institución y en el aula, así como el contexto en el que está inmersa, hacen sumamente difícil establecer una secuencia de actividades o situaciones que deban realizarse sucesivamente con los alumnos. La educadora es la responsable de establecer el orden en que se abordarán las competencias propuestas para este nivel educativo. En el plan se proponen seis campos formativos para el trabajo cotidiano, donde el campo de lenguaje es el primordial a desarrollar. Los campos son los siguientes:
- Lenguaje y Comunicación
- Pensamiento Matemático
- Exploración y Conocimiento del Mundo
- Desarrollo Físico y Salud
- Desarrollo Personal y Social
- Expresión y Apreciación Artísticas

De manera general, los propósitos de la educación preescolar son crear en el niño autonomía y disposición por aprender; que adquieran confianza por expresarse en su lengua materna en las diferentes situaciones, que desarrollen gusto e interés por la lectura y que reconozcan algunas propiedades de la escritura, que utilicen el razonamiento matemático en situaciones en las que necesiten establecer relaciones de correspondencia, cantidad y ubicación, que se interesen en la observación de fenómenos naturales y las características de los seres vivos, que adquieran valores y principios para la vida en sociedad, que se familiaricen con el aprecio y expresión de manifestaciones artísticas, a través del ejercicio de la imaginación y la fantasía, y que mejoren sus habilidades motrices, todo ello para promover una vida saludable.

#### Educación primaria
Configura el segundo nivel de la educación básica y se compone de seis grados. El alumno ingresa con una edad entre 5 y 6 años, y sale aproximadamente a los 11 o 12 años de edad. La primaria (como se le denomina en México), inicia los aprendizajes significativos o alfabetización, es decir, se enseña a leer, escribir, cálculo básico y algunos de los conceptos considerados imprescindibles para la cultura. Su finalidad es proporcionar a todos los alumnos una formación común que haga posible el desarrollo de las capacidades individuales motrices, de equilibrio personal; de relación y de actuación social con la adquisición de los elementos básicos culturales; los aprendizajes relativos mencionados anteriormente. El currículo está fijado por la Secretaría de Educación Pública, la cual difícilmente acepta propuestas de variaciones e innovaciones en el mismo. Siendo así el segundo nivel básico de la educación de acuerdo al sistema de educación de México, en donde se contempla, los niños y las niñas que cursen este nivel educativo adquieran conocimientos básicos de español, matemáticas así como el uso de tecnologías e incluso inglés, actualmente se han implementado escuelas de tiempo completo en donde algunas cuentan con servicio de alimentación para los niños.
La educación primaria en México se presta de manera pública y privada por medio de:
- Escuela Primaria General
- Escuela Primaria de Tiempo Completo
- Internado y Escuela de Participación Social
- Programa SEAP 9-14

#### Educación secundaria
En contraste con lo que ocurre en países de América del Sur, la educación secundaria en México solo dura tres años. El alumno ingresa con una edad de entre 11 y 12 años, termina a los 14 o 15 años. Es esta educación la que tiene como objetivo capacitar al alumno para proseguir estudios superiores o bien para incorporarse al mundo laboral. Al terminar la educación secundaria se pretende que el alumno desarrolle las suficientes habilidades, valores y actitudes para lograr un buen desenvolvimiento en la sociedad. En particular, la enseñanza secundaria debe brindar formación básica para responder al fenómeno de la universalización de la matrícula; preparar para la universidad pensando en quienes aspiran y pueden continuar sus estudios; preparar para el mundo del trabajo a los que no siguen estudiando y desean o necesitan incorporarse a la vida laboral, y formar la personalidad integral de los jóvenes, con especial atención en los aspectos relacionados con el desempeño ciudadano.
En México existen las siguientes modalidades:
- Secundaria General
- Secundaria Técnica
- Secundaria para Trabajadores
- Telesecundaria
- Secundaria Técnica Industrial
- Secundaria Federal
- Secundaria Foránea

El sistema de telesecundaria se compone de tres grados, este tipo de educación se imparte con clases televisadas y se apoyan con libros de texto que se dan gratuitamente a los alumnos. Este sistema se creó en 1968, durante el sexenio del presidente Gustavo Díaz Ordaz, para zonas rurales y de difícil acceso, debido a la demanda que existía hace algunas décadas cuando la sociedad mexicana tenía necesidad de estudiar un mayor nivel al de educación primaria.
Las asignaturas que se imparten son:
Primer Grado:
- Lengua Materna. Español
- Matemáticas
- Ciencias y Tecnología.Biología
- Geografía
- Historia
- Formación Cívica y Ética
- Lengua Extranjera. Inglés
- Educación Física
- Vida Saludable
- Educación Socioemocional
- Artes
- Tecnología

Segundo Grado:
- Lengua Materna. Español
- Matemáticas
- Ciencias y Tecnología.Física
- Historia
- Formación Cívica y Ética
- Lengua Extranjera. Inglés
- Educación Física
- Vida Saludable
- Educación Socioemocional
- Artes
- Tecnología

Tercer Grado:
- Lengua Materna. Español
- Matemáticas
- Ciencias y Tecnología.Química
- Historia
- Formación Cívica y Ética
- Lengua Extranjera. Inglés
- Educación Física
- Vida Saludable
- Educación Socioemocional
- Artes
- Tecnología

El sistema ha sido aceptado en la sociedad mexicana a tal grado que en sus instalaciones ahora se imparte por las tardes un sistema similar pero dirigido a los jóvenes con necesidad de una educación media superior el cual el gobierno le ha llamado Telebachillerato, que intenta resolver un poco el rezago de jóvenes que no tienen la oportunidad de asistir a un bachillerato por razones de movilidad y economía familiar. El modelo educativo ha estado vigente más de cuatro décadas, gracias a la utilización de las TIC.

### Preparatoria
La educación media superior en México es el período de estudio de entre dos y tres años en sistema escolarizado por el que se adquieren competencias académicas medias para poder ingresar a la educación superior. Se le conoce como bachillerato, preparatoria o liceo. El ciclo escolar es por semestres en la mayoría de los centros de estudios. Algunas se dividen en varias áreas de especialidad, donde los estudiantes adquieren conocimientos básicos para posteriormente ingresar a la educación superior. Además, existen las preparatorias técnicas y preparatorias abiertas, y todas sin excepción deben estar incorporadas directa o indirectamente a la Secretaría de Educación Pública, y algunas también dependen de la universidad autónoma de la región donde se ubica la escuela. Cada uno de los 32 estados de la República Mexicana tiene una universidad autónoma (véase, aquí, la lista de las universidades autónomas de México).
La educación media superior se ofrece a quienes han concluido estudios de educación básica y atiende en su mayoría a jóvenes de entre 15 a 18 años, contribuyendo a su formación ciudadana con perfiles de egreso tanto técnicos profesionales como propedéuticos, a través de los distintos planes de bachillerato.  
En México, la oferta de educación media superior se organiza en tres modelos educativos: general o propedéutico, tecnológico y profesional técnico. Éstos son operados por distintos subsistemas dentro de una estructura organizativa con ocho tipos de controles administrativos y presupuestales:
·       Subsistemas centralizados, son responsabilidad de la Administración Pública Federal y a esta categoría pertenecen los planteles de la Dirección General de Educación Tecnológica Industrial y de Servicios (DGETI) Archivado el 27 de marzo de 2013 en Wayback Machine., Dirección General de Educación Tecnológica Agropecuaria y Ciencias del Mar (DGETAyCM) y Dirección General de Bachillerato (DGB), que coordina los servicios de Prepa Abierta y los Centro de Atención a Estudiantes con Discapacidad (CAED). En este grupo se incluye también al servicio de Prepa en Línea.
·       Subsistemas descentralizados del gobierno federal, esta categoría incluye al Colegio de Bachilleres CDMX (COLBACH), al Colegio Nacional de Educación Profesional Técnica (CONALEP-CDMX y Oaxaca) y Centro de Enseñanza Técnica Industrial (CETI Jalisco).
·       Subsistema desconcentrado de la SEP, se refiere a los Centros de Estudios Científicos y Tecnológicos (CECyTE) del Instituto Politécnico Nacional (IPN).
·       Subsistemas centralizados de las entidades federativas, a esta categoría pertenecen los planteles dependientes de los gobiernos de las entidades federativas como son los Bachilleratos Estatales, los Institutos Estatales de Bellas Artes (IEBAS), el Instituto de Educación Media Superior de la CDMX (IEMS-CDMX), Telebachilleratos y los Centros de Bachillerato de Desarrollo Comunitario Archivado el 22 de octubre de 2021 en Wayback Machine..
·       Subsistemas descentralizados de las entidades federativas (ODES), aquí se encuentran los colegios estatales del CONALEP, los planteles del Colegio de Estudios Científicos y Tecnológicos (CECyTE) y los Colegios de Bachilleres estatales (COBACH), la Educación Media Superior a Distancia (EMSaD) Archivado el 22 de octubre de 2021 en Wayback Machine., los Telebachillerato Comunitarios, los Bachilleratos Integrales Comunitarios (BIC), los Bachilleratos Interculturales Bilingües y otros organismos descentralizados de los gobiernos estatales.
·       Subsistemas privados, en esta categoría se encuentran las Preparatorias Estatales por Cooperación (PREECO), las Preparatorias Federales por Cooperación (PREFECO) y los subsistemas privados no subsidiados, es decir, los bachilleratos particulares.
·       Subsistemas autónomos, son los planteles de bachillerato que pertenecen a las Universidades Autónomas Estatales.

### Educación superior
El 21 de septiembre de 1551 se crea la primera universidad en México, la Real y Pontificia Universidad de México, que inauguró sus cursos el 25 de enero de 1553.

#### UNAM
La Universidad Nacional Autónoma de México (UNAM) se fundó, con el nombre de Universidad Nacional de México, en 1910. Tiene presencia en las 32 entidades federativas de México.
Para el ciclo escolar 2019-2020, posee 129  carreras con 235 opciones educativas para cursarlas. La universidad atiende a 217,808 alumnos en licenciatura y 
30,634 en posgrado. Se tienen titulados en 2019, a 22,703 cursantes de licenciatura, 75% mediante opciones distintas a la tradicional tesis o tesina y examen profesional; y a 10,162 cursantes de especialziación, maestría y doctorado.

##### SUAyED
El Sistema Universidad Abierta y Educación a Distancia (SUAyED) de la UNAM surge en la década de 1970 por iniciativa del entonces rector Pablo González Casanova. Se creó como una opción educativa flexible e innovadora, destinada a extender la educación media superior y superior hacia grandes sectores de la población. Desde sus inicios, la misión del SUAyED fue promover la innovación educativa en las escuelas y facultades de la UNAM. El sistema aprovecha las tecnologías digitales para impulsar la inclusión de grupos vulnerables en programas educativos de calidad. De esta forma la UNAM renueva su compromiso social y fortalece sus lazos con universidades e instituciones de educación superior de los estados al promover la incorporación de las tecnologías de la información y la comunicación a la educación superior. Este sistema ofrece alternativas para la preparación profesional en las modalidades abierta y a distancia.
- Modalidad abierta

La modalidad abierta es una opción innovadora y flexible en sus metodologías de enseñanza y evaluación. Los materiales y recursos didácticos, regularmente impresos, se convierten en el principal soporte de conocimientos que se estudian y analizan en los espacios dedicados a las asesorías presenciales con los docentes. Los alumnos tienen que asumir la responsabilidad de su aprendizaje para trabajar los contenidos curriculares por su cuenta, según lo marcan los programas.
- Modalidad a distancia

La modalidad a distancia es una opción educativa flexible en espacio y tiempo. Su metodología incorpora el uso de las Tecnologías de la Información y Comunicación (TIC) como herramientas del proceso enseñanza-aprendizaje. Apoyados con asesorías a distancia y presenciales, los materiales y recursos didácticos en línea (vía internet) son el principal soporte de los conocimientos, con lo que se potencia el estudio independiente, sin que influyan horario, lugar de residencia, edad y trabajo. En esta modalidad también se cuenta con la ayuda de un Consejo-Asesor, que brinda un mayor soporte en cuanto a las dificultades que podamos tener. Las atribuciones de un asesor son:
- Opinar sobre el establecimiento del Sistema Universidad Abierta y Educación a Distancia, de acuerdo con lo establecido en el artículo 3.º de este Estatuto.
- Emitir opinión fundamentada sobre las bases psicopedagógicas del modelo educativo en el marco de la modalidad y las metodologías de evaluación tanto de los procesos de enseñanza aprendizaje como del uso pedagógico de las tecnologías digitales de los programas y proyectos en las modalidades abierta y a distancia, en los plazos que establece la Legislación Universitaria.
- Integrar comisiones de trabajo para su mejor funcionamiento.
- Formular recomendaciones sobre los programas de trabajo y proyectos académicos de la CUAED.
- Invitar a los Jefes de Divisiones del Sistema Universidad Abierta y Educación a Distancia, a los responsables de los programas de educación abierta y a distancia, así como a expertos a participar en el trabajo de sus comisiones.
- Evaluar los programas e informes anuales de trabajo del personal académico adscrito a la CUAED y remitirlos con opinión fundamentada al Consejo Técnico afín.
- Las demás que señalan la Legislación Universitaria y el Rector.

###### Oferta Educativa Abierta y a Distancia
En el SUAyED actualmente se ofrece el bachillerato a distancia, así como licenciaturas, posgrados (maestrías y doctorados) y diversos diplomados y talleres (modalidad de educación continua), tanto en la modalidad abierta (ofrece 22 licenciaturas en ocho facultades y una escuela) como en la modalidad a distancia (ofrece un bachillerato, 20 licenciaturas, cuatro doctorados, tres especializaciones, tres programas de maestría en seis campos de conocimiento y más de veinte programas), en escuelas y facultades ubicadas en el campus de la Ciudad Universitaria, así como en la zona conurbada de la Ciudad de México y en otros estados de la República Mexicana.

##### Coordinación de Universidad Abierta, Innovación Educativa y Educación a Distancia (CUAIEED)
Coordinación de Universidad Abierta, Innovación Educativa y Educación a Distancia (CUAIEED), como se conoce actualmente (antes, Coordinación de Universidad Abierta y Educación a Distancia (CUAED)), tuvo su origen en 1972 con la creación de SUAyED las modalidades que impulso Pablo González Casanova. En 1977 se dio una reorganización del CUAED,  por parte del rector con la finalidad de definir las funciones de las direcciones, cabe mencionar que en esta reorganización desaparece la Coordinación del Sistema Universidad Abierta (CSUA) y la Secretaría de Servicios Académicos que en el año de 1972, la CSUA apoyaba a las divisiones que en ese momento se empezaban a incorporar al sistema, en esta reorganización se la da impulso a la CUAED que depende de la Secretaría General.
Sin embargo para el año del 2003, se da nuevamente otra reorganización debido a un nuevo acuerdo que cambio la estructuración en la UNAM, por el cual la Coordinación de Universidad Abierta y Educación a Distancia tendrá también como función revisar y actualizar el Estatuto del Sistema Universidad Abierta, los reglamentos y las normas aplicables pero además dar apoyo a los programas formales, escolarizados, abiertos, educación continua la cual se realiza en la modalidad a distancia la cual ofrece actividades académicas. También cuenta con un Consejo Asesor para el cual realiza actividad como la normatividad académica para las modalidades Abierta y a Distancia, por Facultades, Escuelas, Centros e Institutos que ofrecen programas académicos.
En marzo del 2009, la visión del SUAyED es extender la educación media superior y superior hacia grandes sectores de la población teniendo un plan de estudios de alta calidad mediante las diferentes modalidades de educación, capacitación y actualización. Los recursos que se están tomando en cuenta para la enseñanza en sus diferentes modalidades son de métodos teóricos-prácticos de transmisión y evaluación de conocimientos y la creación de grupos de aprendizaje que trabajan dentro y fuera de los planteles universitarios e impulsar la integración de las tecnologías de la información y comunicación a los procesos educativos. Como CUAED dependió de la Secretaría de Desarrollo Institucional, esto debido a lo establecido por el rector con el único fin de fortalecer el proceso de Reforma Universitaria.
Hacia junio del 2020, el Boletín UNAM-DGCS-506 informa la transformación de la CUAED en la Coordinación de Universidad Abierta, Innovación Educativa y Educación a Distancia (CUAIEED) con el objetivo de crear y aplicar modelos educativos y metodologías innovadoras en las modalidades de educación presencial, abierta, a distancia y mixtas o semipresenciales. Además de vincular al sistema presencial con el de Universidad Abierta y Educación a Distancia en las diferentes entidades académicas, mediante proyectos que fomenten la intermodalidad, se le confía (derivado del escenario disruptivo generado por la pandemia de COVID-19)  planear, desarrollar e implementar estrategias de transición para enfrentar situaciones de emergencia educativa,  consecuencia de pandemias o eventos similares. Con la creación de la coordinación (dependiente de la Secretaría General de la Universidad), desaparecen las coordinaciones de Desarrollo Educativo e Innovación Curricular, y de Universidad Abierta y Educación a Distancia.
- Bachillerato

La Universidad Nacional Autónoma de México ofrece esta modalidad a personas hispanoparlantes que radican en el extranjero, y a otras instituciones en territorio mexicano que cuenten con el convenio correspondiente. Se trata de una modalidad flexible y adaptable a distintas necesidades y horarios. Se caracteriza por su innovador modelo educativo, en el que las asignaturas son multidisciplinarias. El alumno puede estudiar desde cualquier computadora conectada a Internet, en los horarios que decida. La duración total del bachillerato es de 2 años y medio. Durante los cursos los estudiantes cuentan con el apoyo de los asesores (profesores a distancia), quienes los orientan durante su proceso de estudio. Adicionalmente, cuentan con el acompañamiento permanente de un tutor, experto en aprendizaje, quien les brinda seguimiento académico y apoyo psicopedagógico.
Esta oferta incluye también una serie de cursos de formación dirigidos a los profesores de bachillerato; entre ellos, están los siguientes: desarrollo de habilidades lingüísticas, estrategias de lectura en lengua extranjera, enseñanza del aprendizaje autorregulado, desarrollo de habilidades del razonamiento lógico aplicado, desarrollo de habilidades informativas e introducción a la tutoría a distancia. 
- Licenciaturas

Las licenciaturas que ofrece el sistema SUAyED son: Derecho, Trabajo Social, Pedagogía, Enseñanza de (Alemán) (Español) (Francés) (Inglés) (Italiano) como lengua extranjera, Psicología, Administración, Contaduría, Informática, Enfermería, Ciencias Políticas y Administración Pública, Ciencias de la Comunicación, Relaciones Internacionales, Sociología, Economía, Bibliotecología y Estudios de la Información, Filosofía, Historia, Lengua y Literaturas Hispánicas, Lengua y Literatura Moderna y Geografía.
- Educación Contínua

La educación continua en la UNAM inicia a principios de la década de los setenta, en la Facultad de Ingeniería. A partir de ese momento, esta oferta ha sido fundada y coordinada de diferentes maneras y por diferentes estructuras. En consecuencia, la educación continua ha adquirido diversos matices a lo largo de los últimos 40 años. Durante un tiempo, por ejemplo, se pensó como una actividad complementaria al quehacer universitario; después, como una fuente de recursos extraordinarios únicamente. Hoy en día, bajo la gestión del Dr. José Narro Robles, ella constituye un mecanismo destinado a ampliar y diversificar la oferta educativa de la UNAM, en el marco del Plan de Desarrollo de la Universidad 2011-2015.
La oferta está compuesta por Diplomados (Derecho Administrativo, Derecho Constitucional, Derecho Penal, Derecho Agrario, Derecho Familiar, Mundos Juveniles, Sistemas de Control, Automatización e Instrumentación en Ciencias de Generación de Energía Eléctrica), Talleres (Taller Web 2.0) y Cursos (Diseño de estrategias de enseñanza-aprendizaje con aplicaciones a la ingeniería y Arquitectura, Desarrollo de competencias informacionales, Inmunología Básica II, Metodología de la Investigación Científica para la obtención de anteproyectos de tesis o tesina, Elaboración de exámenes para medir el aprendizaje escolar, Inmunología Básica I, Aplicación de Herramientas Tecnológicas en las Matemáticas, Estrategias de aprendizaje para estudiantes, Seminario de actualización de Astrofísica, Usos y abusos de la Expresión Escrita, Introducción al lenguaje de programación C++, Herramienta didáctica electrónica para la promoción del Derecho al Acceso a la Información -DAI-, Writing for Publication in English Language Teaching, Curso en Línea Francés, Introducción al diseño de interfaz para cursos en línea, Introducción al Sistema Moodle, Proyectos de Educación a Distancia, Análisis e Integración mediática).
- Especializaciones

Las especializaciones que se ofrecen a través del sistema SUAyED son siete: Especialización en Enseñanza de español como Lengua Extranjera, Especialización en Estomatología en Atención Primaria, Especialización en Producción Animal Aves, Especialización en Producción Animal Bovinos, Especialización en Producción Animal Ovinos, Especialización en Producción Animal Porcinos, Especialización en Promoción de la Salud y Prevención del Comportamiento Adictivo. Las entidades académicas que ofrecen estos programas son: el Centro de Enseñanza para Extranjeros y las Facultades de Estudios Superiores (Zaragoza), de Medicina Veterinaria y Zootecnia, y de Psicología.
- Maestrías y posgrados

Una maestría es un grado académico; es decir, así como cuando te titulas de la universidad recibes el grado de “licenciado”, al concluir una maestría, recibes el grado de “maestro”. En general, los programas de maestría en México exigen que los estudiantes realicen una tesis. Al día de hoy, la oferta en este nivel de estudios está compuesta por tres programas: Maestría en Bibliotecología y estudios de la información, Posgrado en Ciencias de la Administración y la Maestría en Docencia para la Educación Media Superior.
- Doctorados

Finalmente, los programas de mayor nivel académico que ofrece el SUAyED son cuatro, a saber, los Doctorados en Antropología, Ciencias Biológicas, Ciencias Matemáticas, y Música. Estos programas, por el momento, únicamente están disponibles en la modalidad a Distancia.

###### Ingreso: proceso y requisitos
Los alumnos del sistema, en cualquiera de sus modalidades, ingresan por medio del examen de selección o por pase reglamentado, cubren el mismo número de créditos y obtienen el mismo grado y título que los alumnos que optan por la educación escolarizada.
- Programa de formación propedéutica

Un requisito obligatorio para el ingreso a licenciatura en la modalidad a Distancia es el Programa de formación propedéutica, del cual su objetivo es fortalecer habilidades y estrategias necesarias para el éxito de los estudios universitarios. El programa está formado por 7 módulos, cada uno de ellos con una serie de actividades temáticas y de evaluación que se tienen que realizar de manera individual o por equipos. En cada módulo existe el acompañamiento de un asesor o asesora, quien apoya, revisa y comenta las actividades que se lleven a cabo. Los módulos son:

Módulo 1. Educación a distancia y autorregulación. Este módulo constituye el primer acercamiento a los recursos de estudio y aprendizaje de la modalidad de educación abierta y a distancia en línea de la UNAM. Sus objetivos abarcan reconocer las aptitudes y habilidades necesarias para cursar este tipo de programas, así como el aplicar recursos tecnológicos de comunicación y cooperación a distancia (como el correo electrónico, el chat y foros de discusión) para la educación universitaria. También se presentan herramientas que contribuyen a que el estudiante desarrolle capacidades para autorregular su aprendizaje de manera independiente, tales como planear, supervisar, autoevaluar y modificar sus estrategias de estudio.
Módulo 2. Comprensión de textos. En este módulo se presentan diversas actividades dirigidas a la lectura de textos especializados desde una perspectiva creativa, labor indispensable para cursar con éxito una licenciatura en el SUAyED. Se tratará de fundamentar la identificación de las ideas principales y el enfoque teórico desde el cual están escritos los documentos. También contribuye a incrementar el vocabulario de los estudiantes, y a desarrollar estrategias para la comprensión de textos desde antes, durante y después de la lectura.
Módulo 3. Argumentación. En este módulo se pretende que el alumno comprenda la importancia de la argumentación en la educación universitaria. Se analizan los elementos que intervienen en la argumentación y las estructuras que ésta tiene, desarrollando actividades para la comprensión del mismo. Se espera que al finalizar el módulo el estudiante adquiera y desarrolle habilidades para elaborar y evaluar argumentos.
Módulo 4. Estructura del discurso. En este módulo se espera que el alumno comprenda cada uno de los elementos que forman parte de la estructura del discurso, y pueda ser capaz de seleccionar las ideas que le permitan redactar y analizar al mismo, utilizando estrategias de lectura y escritura, con el fin de lograr la óptima comprensión del lenguaje.
Módulo 5. Debate y toma de decisiones. Los objetivos de este módulo se encaminan a que el estudiante pueda desarrollar las habilidades para examinar, comparar y seleccionar el mejor método para la resolución de problemas; así como a aprender las características y los procesos que se llevan a cabo durante un debate ecuánime, para que esté mejor preparado para el planteamiento de problemas y la toma de decisiones.
Módulo 6. Pensamiento estratégico. Para este módulo, el alumno analizará, planteará y escogerá las características y fases del proceso para crear principios estratégicos que ayuden al entendimiento y solución de problemas de la vida diaria justificando las razones de estas decisiones para una total comprensión del tema.
Módulo 7. Los estilos de aprendizaje. En este módulo, el estudiante reconocerá herramientas que favorezcan su aprendizaje. También podrá poner en práctica, de forma integral, algunas de las estrategias utilizadas en el curso propedéutico, aplicándolas en función de la naturaleza de los temas, y de la detección de su propio estilo de aprendizaje.
Para apoyar a los alumnos en el proceso de estudio, el SUAyED ofrece asesorías presenciales y a distancia de acuerdo con el plan de estudios de que se trate, con materiales didácticos desarrollados especialmente para modalidades no presenciales y con programas, metodologías y criterios de evaluación que propician el estudio independiente y autosugestivo.

##### Sedes de educación a distancia (SUAyED)
Con el objetivo de ofrecer y expandir una educación de calidad hacia grandes sectores de la población la UNAM ha conformado una red de sedes de Educación Continua y Educación a Distancia con la colaboración de universidades públicas y el gobierno de diez entidades federativas. Actualmente el SUAyED imparte tanto para la modalidad de educación abierta como para educación a distancia en escuelas y facultades ubicadas en el campus de Ciudad Universitaria y en la zona conurbada de la Ciudad de México y otros estados de la República mexicana. A la fecha cuenta con 36 sedes en los estados de Tlaxcala, Oaxaca, Chiapas, Tabasco, Estado de México, Hidalgo, Quéretaro, Sinaloa, Puebla, Distrito Federal y zona metropolitana.

##### Servicios Educativos Integrados al Estado de México (SEIEM)
El SEIEM (Servicios Educativos Integrados al Estado de México) es un sistema desarrollado por la Secretaría de Educación Pública (SEP) en México. El SEIEM tiene como objetivo recopilar, analizar y proporcionar información relevante sobre la educación en el país. Su función es recopilar datos relacionados con el desempeño académico de los estudiantes, las condiciones de las escuelas, los programas educativos, la infraestructura y otros aspectos del sistema educativo mexicano. Estos datos se utilizan para evaluar el rendimiento y la calidad de la educación en diferentes niveles, como preescolar, primaria, secundaria y bachillerato.

##### Recursos educativos para todos
Con el propósito de extender con la mayor amplitud posible los beneficios de la cultura, la UNAM ofrece recursos educativos a través de su portal. Se ofrecen más de cinco mil recursos educativos que pueden ser consultados: audios, videos, cápsulas informativas de diversos temas de interés general. Estos recursos pueden servir de apoyo a los estudiantes desde secundaria hasta maestría.
En el portal también destacan las aulas virtuales y ambientes educativos:
- Aulas virtuales: permiten la interacción entre académicos y estudiantes con una comunicación sincrónica o asincrónica, sin importar el área geográfica en que se encuentren.[27]

- Coursera: Ofrece acceso universal a la mejor educación del mundo en coordinación con las mejores universidades a través de cursos gratuitos.[28]

##### TV UNAM
Con el objetivo de promover y destacar los valores de la universidad frente a la comunidad universitaria y a la sociedad, la UNAM ofrece una alternativa que busca ser un medio distinto de expresión de la diversidad y riqueza cultural, artística, científica y de pensamiento, a través de la emisión del canal público.

#### UPN
La Universidad Pedagógica Nacional (UPN) es una institución pública mexicana de educación superior, creada por decreto presidencial el 25 de agosto de 1978. Tiene la finalidad de formar profesionales de la educación en licenciatura y posgrado para atender las necesidades del Sistema Educativo Nacional y de la sociedad mexicana en general. Ofrece, además, otros servicios de educación superior como especializaciones y diplomados. Realiza investigación en materia educativa y difunde la cultura pedagógica, la ciencia y las diversas expresiones artísticas y culturales del país. Actualmente cuenta con 76 Unidades y 208 subsedes académicas distribuidas en todo México.

#### IPN
El Instituto Politécnico Nacional fue fundado en la Ciudad de México en 1936 durante el gobierno del presidente Lázaro Cárdenas del Río. Siguiendo los ideales revolucionarios en la reconstrucción del país, buscando dar educación profesional a las clases más desprotegidas en aquel entonces, fue un impulso también para el desarrollo industrial y económico del país.

#### Escuelas Normales
Otras instituciones de educación superior en México son las Escuelas Normales, instituciones encargadas de la formación de los maestros de Educación Básica para cubrir las necesidades educativas urbanas y rurales del país. Tomando como modelo las Escuelas Normales de Europa, principalmente las escuelas normalistas de Francia (Escuela Normal Superior (Francia)).
En México las Escuelas Normales son las encargadas de la formación de los maestros de Educación Básica. La educación normal esté regulada por Estado, de acuerdo con el artículo 3.º de la Constitución Política de los Estados Unidos Mexicanos.
Por acuerdo secretarial publicado en 1984, las Escuelas Normales de México pueden conceder títulos de licenciatura (educación superior). Las licenciaturas que se imparten en las Escuelas Normales son: en Educación Preescolar, Primaria, Secundaria con especialidad en Español, Matemáticas, Biología, Química, Geografía, Historia y Lengua Extranjera (Inglés y Francés), así como en Educación Especial, Educación Física y Educación Preescolar y Primaria Interculturales Bilingües (para maestros indígenas).
Las primeras Escuelas Normales se fundaron en los 20 del siglo XIX como parte del movimiento de la Escuela Mutua o lancasteriana.
La segunda generación de Escuelas Normales se fundó tras la Restauración de la República, en su mayoría fueron cátedras de pedagogía y formaron parte de los Institutos Científicos y Literarios, antecedentes histórico de las Universidades Estatales.
La Tercera generación de Escuelas Normales, se inició en la década de los 80 del siglo XIX con la intención de modernizar la educación. La primera Escuela Normal de este tipo en México fue la Escuela Normal Veracruzana fundada en noviembre de 1886. La segunda fue la Benemérita Escuela Nacional de Maestros de la Ciudad de México, fundada a principios de 1887. Ambas instituciones siguen en funcionamiento en la actualidad.  Dentro de las más representativas se encuentran la Escuela Normal Superior de México fundada en 1881 y consolidada en 1942, y la ya mencionada Benemérita Escuela Nacional de Maestros.
En el siglo XX se fundaron otros tipos de Escuelas Normales como las Normales Rurales a partir de los años 20, los Centros Regionales de Educación Normal y las Escuelas Normales Experimentales. En el 2012 se reformó el plan de estudios a docentes.
En la actualidad existen 450 Escuelas Normales, siendo 266 públicas y 184 particulares. A nivel nacional las Escuelas Normales de México atendieron en el ciclo escolar 2011-2012 a 130,713 mil estudiantes de los cuales 92,806 mil fueron mujeres, y con un total de 16321 docentes y 8531 empleados no docentes. Los estados con mayor número de Escuelas Normales son el Estado de México con 45 entre públicas y privadas; Guanajuato con 37 y Puebla con 32.

#### UAM
La Universidad Autónoma Metropolitana se fundó en 1974, por decreto del entonces presidente Luis Echeverría Álvarez. Cuenta con cinco unidades o planteles, localizados en las zonas periféricas de la Ciudad de México: Azcapotzalco, Cuajimalpa, Iztapalapa, Lerma y Xochimilco.

#### TecNM
El Tecnológico Nacional de México es un órgano desconcentrado de la Secretaría de Educación Pública, fundado en 2014 por decreto presidencial por Enrique Peña Nieto. Es una institución de educación superior tecnológica principalmente orientado a la enseñanza de las ciencias y las ingenierías, integra a 266 institutos distribuidos en todo el territorio mexicano, se posiciona como la institución más grande del México y de América Latina por el número de estudiantes matriculados (más de medio millón).

### Educación a distancia en México
El desarrollo de la educación a distancia en México, a finales de los años sesenta, traza el rumbo de este paradigma educacional para cubrir el vacío de formación en los cuadros docentes, es decir, este modelo educativo aparece y responde a la necesidad de profesionalizar a los profesores.
Los inicios de la educación a distancia datan de 1923, cuando surgió la educación a distancia “itinerante” que consistía en el traslado de profesores a las casas de los alumnos y se complementaba utilizando herramientas como el radio y el correo. Así fue como nació la tradición de los cursos por correspondencia, de hecho, en esencia los programas educativos que se limitan a distribuir cursos, asesorar en línea, y evaluar por internet son cursos por correspondencia.
A partir de la correspondencia, se le dio mayor importancia  Proyecto Radio Primaria, que fue implementado para impartir la primaria fuera de la ciudad, en zonas rurales. Posteriormente en la década de los 60 se creó la telesecundaria cuya cobertura fue más amplia, pero tenía desventajas como la poca atención personalizada que se le daba al alumno.
Después, la Universidad Nacional Autónoma de México establece el Sistema de Universidad Abierta, la primera en América Latina, inspirada en la Open University de Inglaterra y la UNED en España. Posteriormente, en 1972, la Universidad Pedagógica Nacional comenzó a ofrecer el primer servicio de educación a distancia que consistía en material impreso para que los alumnos estudiaran en casa y se complementaba con asesorías sabatinas. (De hecho, este seguía perteneciendo a la categoría de educación por correspondencia).
A partir de la década de 1990, con el boom del internet, se dio un giro de 180° para la educación, ya que comenzó a implicar el establecer comunicación y transmisión de los materiales para estudio por medio de redes.
México cuenta con una gran variedad de universidades públicas y privadas que ofrecen educación superior a distancia, por ejemplo están el IPN y la UNAM.
El Instituto Politécnico Nacional a través del Polivirtual Archivado el 27 de abril de 2014 en Wayback Machine. ofrece estudios de bachillerato, licenciatura, posgrado y servicios educativos complementarios en modalidades alternativas, innovadoras y flexibles con apoyo de las tecnologías de la información y las comunicaciones. Para garantizar la calidad de la atención a estudiantes y usuarios, en el Polivirtual confluyen los esfuerzos y recursos de distintas dependencias politécnicas, a saber: unidades académicas, áreas de coordinación académica, técnica y administrativa.
A través de este sistema, el IPN oferta en modalidad no escolarizada las licenciaturas en Comercio Internacional, Negocios Internacionales, Relaciones Comerciales y la carrera de Contador Público; en la modalidad mixta, es decir, combinación de presencial y a distancia, oferta la Licenciatura en Turismo.
Al igual que el Instituto Politécnico Nacional, La Universidad Nacional Autónoma de México (UNAM) ofrece por medio de su plataforma Bachillerato Licenciatura y programas de posgrado en modalidades abierta y educación a distancia.
Sus antecedentes datan desde 1972 cuando es aprobado un estatuto que fue aprobado por el Consejo Universitario, mientras que en 1997 es creado un reglamento y se conforma la CUAED (Coordinación de Universidad Abierta y Educación a Distancia).
El Sistema Universidad Abierta y Educación a Distancia de la UNAM (SUAyED), ofrece 20 licenciaturas en modalidad abierta con un alto nivel de calidad, el cual permite brindar a la sociedad que por ciertas razones no pueden continuar sus estudios ya sea por cuestiones de trabajo u hogar, pues dado que dichos factores no le permite asistir a clases vivenciales, para ello el sistema abierto que ofrece la UNAM, le brinda al alumno realizar sus estudios superiores sin asistir cotidianamente a las aulas, con lo que se le facilita adecuar sus necesidades de formación profesional con los distintos ámbitos donde se desarrolla ya sea familiar o laboral.
Las principales características del Sistema Universidad Abierta y Educación a Distancia de la UNAM son:
-El proceso de aprendizaje se asume de manera autónoma, es decir el estudiante es el encargado de planificar sus tiempo y espacio para desarrollar sus actividades.
-Es importante que el estudiante tenga el manejo y el dominio de uso de las TIC.
-El estudiante, cuenta con un asesor en línea el cual es su principal guía y facilitador del aprendizaje para lograr los propósitos del plan de estudios.
-El estudiante determina el ritmo sobre su proceso enseñanza aprendizaje.
-El asesor brinda al alumno una gama de material didáctico ya sea digital como impreso.
-Los títulos y los grados que obtiene el estudiante del Sistema Universidad Abierta y Educación a Distancia son los mismos que obtienen los alumnos del sistema escolarizado.
Para acceder a esta modalidad es necesario que el estudiante apruebe el examen de selección. Es importante destacar que otro de los requisito esenciales, una vez que el alumno haya aprobado el examen de selección es importante cursar el Programa de Formación Propedéutica de la UNAM, el cual permite desarrollar nuevas aptitudes y habilidades para el uso de las tic.
Actualmente el Sistema Universidad Abierta y Educación a Distancia de la UNAM (SUAyED)  se conforma por un consejo asesor, por facultades, escuelas, centros e institutos que ofrecen programas académicos y con las modificaciones al Estatuto y al Reglamento aprobados en marzo de 2009, queda conformada cómo misión de SUAyED la extensión de la educación hacia grandes sectores de la población por medio de un sistema abierto y a distancia flexible y un sistema teórico-práctico de transmisión y evaluación de conocimientos y la creación de grupos de aprendizaje que pueden trabajar tanto dentro como fuera de planteles educativos.
La educación profesional en México se divide en el grado del desarrollo del conocimiento (universidad o institución) y por el carácter de las aportaciones (pública o privada).
La historia de la educación a distancia se puede distinguir por medio de periodos:
- Primer período (Educación por correspondencia): El modelo de enseñanza utilizando el sistema de correspondencia, en el cual, el profesor enviaba los materiales por correspondencia al alumno y este le devolvía los ejercicios y trabajos por el mismo medio.

- Segundo período (Educación por comunicación uni-direccional): Los educadores por correspondencia comenzaron a plantarse el uso de la radio y televisión en sus programas como complemento a los materiales y en 1982 el consejo internacional de educación por correspondencia cambió su nombre por el consejo internacional para la educación a distancia. La utilización de la radio fue en el año 1985 cuando universidades como la Universidad de Wisconsin optaron por emitir por radio ya que las escuelas eran incapaces de admitir todas las solicitudes de inscripción, y además de que la población vivía geográficamente dispersa,  así que la radio contribuyó a dar igualdad de oportunidades educativas. En 1874 Paul Nipknow invento un sistema mecánico para transmitir imágenes directamente desde un cable permitiéndoles complementar la enseñanza por televisión.

- Tercer período (Educación por transmisión comunicacional bi-direccional): En los años 60’s el uso de las telecomunicaciones genera sistemas efectivos y estables de audio. Desde los años 90’s los desarrollos tecnológicos permitían integrar elementos multimedia como videos, audio, imágenes entre otros. La integración de medios para fomentar la educación se vio favorecida, promoviendo el videoconferencia y el audio conferencia.

- Cuarto período: (Educación en línea): La enseñanza asistida por computadora es un medio común, se pueden usar los recursos y herramientas educativas. Con las herramientas de tipo sincrónicas (videoconferencia, chat, etc.) y asincrónicas (foros y correo electrónico) permiten la comunicación, el trabajo colaborativo y el seguimiento flexible de los temas.

## Modelo Educativo: Nueva Escuela Mexicana
El nuevo modelo educativo llamado Nueva Escuela Mexicana (NEM) comienza a partir del 2019, cuando el gobierno de México modifico la Ley General y la Reforma Educativa impulsado por el gobierno mexicano con el objetivo de promover una educación igualitaria y con oportunidades para todos los estudiantes sin importar su estatus socioeconómico, género o discapacidad.
Busca mejorar la calidad de la educación a través de planes y programas actualizados que formen de mejor manera a los docentes, para que los estudiantes tengan un buen desarrollo integral atendiendo a sus necesidades emocionales, físicas y culturales así que no se limita solamente a transmitir conocimientos.
Es un proyecto educativo con enfoque crítico, humanista y comunitario para formar estudiantes con una visión integral, es decir, educar no sólo para adquirir conocimientos y habilidades cognitivas sino también para:
1. Conocerse, cuidarse y valorarse a sí mismos.
2. Aprender acerca de cómo pensar y no en qué pensar.
3. Ejercer el diálogo como base para relacionarse y convivir con los demás.
4. Adquirir valores éticos y democráticos.
5. Colaborar e integrarse en comunidad para lograr la transformación social.

Es decir, con la NEM se desea formar personas capaces de conducirse como ciudadanos autónomos, con sentido humano y crítico para construir su propio futuro en sociedad.

## Educación privada
En México, la educación privada es cuando las escuelas son administradas y pagadas por grupos que no son parte del gobierno, como empresas privadas o grupos religiosos (preparatoria y universidad) donde hay que pagar dinero por estudiar en esas instituciones.
Estas escuelas son administradas por su propia gente, pero tienen que seguir las reglas y metas que les marca la Secretaría de Educación Pública (SEP).
En México han crecido mucho últimamente y ahora son una opción popular para muchos estudiantes y familias, tienen más control sobre lo que se enseñan y a quién admiten,lo que les permite atender mejor las necesidades de sus estudiantes.
Algunas universidades te permiten elegir tu propio horario o tomar clases en línea, para que se pueda adaptar en ayudas personalizadas, donde los tutores brindan una atención más individual y realizan un seguimiento de los estudiantes.
A diferencia  de una institución pública esta si tiene los recursos necesarios para la formación de sus estudiantes para que tengan un desarrollo óptimo en su educación al permanecer en esas instituciones que están enfocadas para un sector de la población con una capacidad económica mayor al promedio.

## Inicio de la educación a distancia
En México, muchas universidades han implementado programas de educación a distancia.

### Preparatoria
En la preparatoria vía en línea existen varias escuelas públicas y privadas que están incorporadas en el modelo educativo de la Secretaría de la Educación Pública (SEP). Esta cuenta con 23 módulos que permiten cursarlos a personas que no tienen la capacidad de asistir a un horario específico, pero para esto necesita aprobar la convocatoria y ciertos requisitos.

### Licenciatura
En nivel superior, las siguientes universidades ofrecen este modelo educativo a distancia:
Públicas
- Universidad Nacional Autónoma de México (UNAM)
- Universidad Autónoma Metropolitana  (UAM)
- Universidad Autónoma de Nuevo León (UANL)
- Universidad Autónoma de Sinaloa (UAS)
- Benemérita Universidad de Guadalajara (UDG)
- Universidad Tecnológica de la Mixteca (UTM)
- Universidad Interactiva y a Distancia del Estado de Guanajuato (UNIDEG)
- Universidad Virtual del Estado de Guanajuato (UVEG)
- Espacio Común de Educación Superior a Distancia (ECOESAD)
- Universidad Veracruzana (UV)
- Universidad Michoacana de San Nicolás de Hidalgo (UMICH)
- Universidad Autónoma de la Laguna (UAL)
- Universidad Autónoma del Estado de Morelos (UAEMOR)
- Universidad Juárez Autónoma de Tabasco (UJAT)
- Benemérita Universidad Autónoma de Puebla (BUAP)
- Universidad Autónoma de Zacatecas(UAZ)
- Universidad Autónoma de Chihuahua (UACH)
- Universidad Juárez del Estado de Durango (UJED)
- Universidad Autónoma del Estado de Hidalgo (UAEH)
- Universidad Autónoma del Estado de México (UAEMEX)
- Universidad Autónoma de Yucatán (UADY)
- Universidad Autónoma de Chiapas (UNACH)
- Universidad de Sonora (UNISON)
- Universidad Rosario Castellanos (URC)
- Universidad Autónoma de Querétaro (UAQ)
- Instituto Politécnico Nacional (IPN)
- Instituto Tecnológico de Acapulco (ITA)
- Instituto Tecnológico de Aguascalientes
- Instituto Tecnológico Mario Molina Zapopan (TecMMZapopan)
- Instituto Tecnológico de Hermosillo (ITH)
- Instituto Tecnológico de Querétaro (ITQ)
- Instituto Tecnológico de Sonora (ITSON)
- Programa de Educación Superior Abierta y a Distancia (ESAD)

Actualmente Universidad abierta y a distancia de México (UnADM) 
- Centro Virtual en Administración Pública (CEVAP)
- Instituto Nacional de Salud Pública (INSP)

Privadas
- Universidad Virtual del Tecnológico de Monterrey (TECVIRTUAL)
- Universidad Stratford
- Escuela Bancaria y Comercial (EBC)
- Centro Universitario José Vasconcelos (CUJV)
- Univ. de Educación a Distancia de América Latina (UNEDAL)
- Universidad Mexicana de Educación a Distancia (UMED)
- Universidad Virtual Anáhuac (UVA)
- Universidad La Salle (ULSA)
- Universidad Cuauhtémoc
- Universidad de las Américas Puebla (UDLAP)
- Universidad Popular Autónoma del Estado de Puebla (UPAEP)
- Universidad Virtual Hispánica de México (UVHM)
- Universidad Virtual Educanet de México (UVEM)
- Universidad siglo XXI (UNISO)
- Universidad Fray Luca Paccioli (UFLP)
- Universidad Abierta de Tlaxcala
- Universidad Atenas Veracruzana (UAV)
- Universidad Tecnológica Baden Powell (UTBP)
- Universidad Génesis
- Universidad Marista de Guadalajara (UMG)
- Universidad Americana de Medicinas Alternativas
- Universidad Da Vinci
- Universidad Aztlán (UA)
- Universidad de Montemorelos (UM)
- Instituto de Estudios Universitarios (IEU)
- Centro Universitario Patria (CUP)
- Centro Universitario Español (CUE)
- SEAS Estudios Superiores Abiertos
- IEXE Universidad en Línea (IEXE Universidad)
- Universidad Tecnológica Latinoamericana (UTEL)
- Universidad Internacional Iberoamericana (UNINI)
- Universidad del Valle de México (UVM)
- Centro de Estudios Avanzados de las Américas
- Universidad Metropolitana de Monterrey (UMM)
- Universidad Tecnológica de México (UNITEC)
- Universidad Kuepa (Uk)

```
 Escuela Normales
 Benemérita Escula Nacional para Maestros
 Escuela Normal Superior de México
 Escuela Superior de Educación Física
 Escuela Nacional para Maestras de Jardines de Niños
 Escuela Normal de Especialización "Dr. Roberto Solís Quiroga".
```

### Estudios de posgrado (maestrías)
| Institución                             | Liga | Oferta educativa |
| --------------------------------------- | --- | --- |
| Universidad Nacional Autónoma de México | [http://www.cuaed.unam.mx/port%20al/index.php (enlace roto disponible en Internet Archive; véase el historial, la primera versión y la última). UNAM] | 1.- Docencia para educación media superior español 2.- Actualización docente para la educación media superior biología 3.- Bibliotecología y estudios de la información 4.- Ciencias de la administración y organizaciones 5.- Ciencias de la administración sistemas de la salud |
| IEXE Universidad                        | Maestrías IEXE | 1.- Seguridad Pública y Políticas Públicas 2.- Administración y Políticas Públicas 3.- Innovación y Gestión Educativa 4.- Administración de Instituciones de Salud 5.- Finanzas Públicas 6.- Auditoría Gubernamental 7.- Sistema Penal Acusatorio y Juicio Oral 8.- Marketing Político y Opinión Pública 9.-Evaluación de Políticas Públicas 10.- Gestión Pública Municipal 11.- Administración de Negocios (MBA) 12.- Ciencia de Datos Aplicada 13.- Ingeniería en Tecnologías de la Información y Comunicación |
| Tecnológico de Monterrey                | TECM | 1.- Mercadotecnia 2.- Administración empresarial 3.- Administración de energía y sus fuentes renovables 4.- Administración de instituciones educativas |
| Universidad de Guadalajara              | UDG | 1.- Generación y gestión de la Innovación 2.- Valuación 3.- Gestión de servicios públicos en ambientes virtuales 4.- Periodismo digital 5.- Docencia para la educación media superior |
| Universidad Autónoma de Chiapas         | UNACH | 1.- Gestión para el desarrollo |
| Universidad Anáhuac Virtual             | Anáhuac.mx | 1.- Arquitecturas avanzadas. 2.- Diseño Gráfico 3.- Psicología Clínica 4.- Derecho de la Empresa. 5.- Derecho Fiscal |

### Doctorado
En este grado de estudio se dificulta la educación a distancia ya que se requieren la mayor parte de los doctorados estar trabajando presencial en sus respectivas sedes de investigación, por lo cual se ve muy reducido el número de doctorados que se puedan hacer vía a distancia. Hasta el momento la Universidad para la Cooperación Internacional México cuenta con dos doctorados:
Doctorado en Ciencias Jurídicas.
Doctorado en Ciencias.
Estos con validez en la SEP y el CONACYT y IEXE Universidad cuenta con doctorado en política pública y seguridad pública en línea

### Universidades autónomas estatales
Además de las instituciones antes mencionadas, existen las instituciones de universidades autónomas estatales, como es el caso de la Universidad Autónoma del Estado de Hidalgo Archivado el 4 de septiembre de 2019 en Wayback Machine., que obtuvo su autonomía hace aproximadamente cincuenta años y que se encuentra integrada por institutos y escuelas superiores, todas estas encargadas de impartir educación a nivel licenciatura, especialidad y posgrado.

## Reforma Integral de la Educación Media Superior
Los profesores de educación media superior integran a su práctica docente los referentes teóricos metodológicos y procedimentales que sustentan la Reforma Integral de la Educación Media Superior (REIMS) mediante la incorporación de estrategias innovadoras basadas en la construcción de competencias. Se integra en el gobierno de Lázaro Cárdenas.
La educación media superior en México experimentó una revisión significativa que culminó en la propuesta de una profunda reforma. Este proceso tuvo sus raíces en los años setenta, cuando la OCDE realizó el primer diagnóstico del sistema educativo mexicano. En aquel análisis, se destacaron varias áreas de mejora para este nivel educativo, como la necesidad de unificar las diferentes modalidades de educación media superior mediante un currículo común, promover la movilidad de estudiantes a nivel nacional, facilitar el tránsito entre modalidades y separar el bachillerato de las universidades.
Sin embargo, no fue hasta 2007 que se tomaron medidas concretas para abordar estos desafíos, pendientes desde el siglo pasado. Estudios señalan que esta problemática no fue exclusiva de México, pues países desarrollados habían implementado reformas similares décadas atrás, enfocándose en mejorar la calidad, equidad y pertinencia de sus sistemas educativos mediante un aprendizaje centrado en competencias.
¿Qué es la REIMS?
La Reforma Integral de la Educación Media Superior (REIMS) busca establecer un Sistema Nacional de Bachillerato (SNB) en un marco de diversidad. Este esfuerzo derivó en la creación del SNB, estructurado en torno a cuatro ejes principales:
1. El Marco Curricular Común (MCC): Este marco, basado en competencias, unifica los programas educativos en el país e incluye competencias genéricas, disciplinares básicas, extendidas y profesionales. Su objetivo es enriquecer y articular los planes de estudio existentes, estableciendo estándares compartidos.
2. Definición y regulación de las modalidades de oferta: Se reconocen tres modalidades principales (escolarizada, no escolarizada y mixta), y se busca asegurar que todas cumplan con los estándares del SNB. Esto incluye garantizar que sus egresados adquieran las competencias definidas en el MCC.
3. Mecanismos de gestión: Estos permiten la universalización del bachillerato mediante procesos y estándares comunes que apoyan el desarrollo de las competencias establecidas.
4. Modelo de certificación del SNB: Este sistema complementa los certificados emitidos por las instituciones y evidencia la integración de las competencias del MCC, promoviendo una identidad compartida en el bachillerato.

Niveles de concreción curricular
La implementación de la reforma considera diferentes niveles de concreción para respetar la diversidad de la educación media superior y garantizar la pertinencia de los planes y programas de estudio.
El documento sintetiza los principales aspectos de la reforma, pero sugiere consultar materiales complementarios para una comprensión más profunda, como Creación de un Sistema Nacional de Bachillerato en un marco de diversidad y Competencias genéricas y el Perfil del Egresado de la educación media superior.
Cómo ligera consecuencia añadir,  "de esta manera la riems incluyó, entre otros, el Programa de Formación Docente de Educación Media Superior (prefordems), el cual tenía como objetivo primordial participar en la generación del perfil docente de la Educación Media Superior. Señala que el principal reto que se debe de atender, es el relacionado al desarrollo profesional de los docentes de la Educación Media Superior, desarrollo que debe ir orientado a reflexionar sobre la generación de competencias y habilidades específicas durante el progreso de los procesos de formación y capacitación, en virtud de que los nuevos programas del bachillerato están con base en competencias, situación que hace necesario que los profesores estén formados y capacitados bajo este nuevo enfoque curricular." (Zepeda Flores M, 2020, p.34)

## Organismos sobresalientes
- 29 de diciembre de 1970; Se creó el Consejo Nacional de Ciencia y Tecnología (Conacyt).
- 25 de agosto de 1978: Se creó la Universidad Pedagógica Nacional.
- 1978: Se creó el Colegio Nacional de Educación Profesional Técnica.
- 31 de agosto de 1981: Se creó el Instituto Nacional para la Educación de los Adultos.
- 1994: El Centro Nacional de Evaluación para la Educación Superior (Ceneval) proporciona información de los beneficios de los programas educativos.
- 24 de octubre de 2000: Se fundó el Consejo para la Acreditación de la Educación Superior (Copaes).
- 2002: Se creó el Consejo Nacional de Educación para la Vida y el Trabajo (Coevyt).
- 8 de agosto de 2002: Se creó el Instituto Nacional para la Evaluación de la Educación (INEE).
- 29 de diciembre de 2009: Se reformó en el reglamento interno de la SEP y se desconcentró a la Subsecretaría de Educación Superior, Media Superior y Subsecretaría de Educación Básica.

Actualmente, la educación básica obligatoria comprende 12 grados de escolaridad que incluyen tres años de preescolar, seis años de educación primaria y tres años de secundaria. Cada subsecretaría cuenta con varias direcciones generales.

## Controversias, problemas  y solución al sistema educativo mexicano.
México siempre se ha caracterizado por tener uno de los problemas educativos a nivel mundial, por debajo de países como: Finlandia, Japón, Corea del Sur, Noruega, China, Estados Unidos, etc. E incluso por debajo de países como: Tanzania, Haití, España, etc.
Esto por varias causas, tales como:
La falta de recursos e inversión para la educación, conflictos con el magisterio [CNTE], un sistema de enseñanza donde se fomente la memorización cero capacidad de razonamiento; así como asistir 8 horas diarias a las escuelas y entre otras causas.
Según varios especialistas mexicanos e internacionales en Pedagogía, la solución al problema educativo mexicano, es mediante los siguientes puntos:
1.- Fomentar la investigación científica y eliminación del sistema de enseñananza de "memorización Prusiana".
2.- Mayor compresión psicológica entre el alumnado y profesor.
3.- Mayor fomento de trabajo en equipo y en relación con la sociedad y realidad.
4.- En el caso del estudio de las materias de Ciencias Naturales como: Biología, Matemáticas, Química, Física, entre otras; se debe contar con materiales para su mayor estudio y compresión.
5.- Mayor equipamiento de las escuelas con comederos, equipos de computación, laboratorios de ciencias, música de mejor calidad.
6.- Participación de los padres de familia y desde luego el gobierno para la inversión de las escuelas.
7.- La supresión de las 8 horas diarias de asistencia por 6 horas diarias y también el aumento de estudio de la Preparatoria de 3 años a 4 años, más la reducción de la Primaria de 6 años  a 5 años.
8.- Estudio del Bullying en las escuelas y mayor fomento del deporte en beneficio de la salud.
9.- Formación de clubes de actividades extracurriculares desde la Primaria hasta la Preparatoria, tales como el arte, la música, el teatro, el liderazgo, primeros auxilios, la formación de un consejo estudiantil, etc; y desde luego la creación de clubes deportivos.
10.- En cuanto al sistema educativo: Militar, Penintenciario, Nocturno para adultos, Homeschool (estudio en línea) etc. no están exentos de una reforma educativa.
La más importante, es que los alumnos que egresen de dichas instituciones comprendan el mundo que les rodea, sean capaces de participar en él como ciudadanos conscientes para mejorarlo y puedan enfrentar un campo laboral con los conociminietos adquiridos.
En 2024 se publicó el libro La educación en el sexenio 2018-2024. Miradas desde la investigación educativa que analiza el sistema educativo en este periodo. 